# Best You Had
Best You Had è un singolo del rapper statunitense Don Toliver pubblicato il 6 maggio 2019.

## Tracce
1. Best You Had – 2:20